# NN-298
La carretera NN‑298 es una vía departamental secundaria ubicada en el municipio de Paiwas, en la Región Autónoma de la Costa Caribe Sur de Nicaragua. Conecta la comunidad de El Guineo con la zona rural montañosa al sur del municipio, brindando acceso a servicios básicos y educación. La carretera fue construida y habilitada en 2024 como parte de los esfuerzos de infraestructura rural impulsados por el MTI.

## Trazado y cruces
La siguiente tabla muestra su recorrido, localidades y principales conexiones:
| km   | Localidad                  | Departamento | Conexión / Ruta |
| ---- | -------------------------- | ------------ | --------------- |
| 0.0  | El Guineo                  | RACCS        |                 |
| 2.5  | Camino forestal intermedio | RACCS        |                 |
| 5.27 | Centro escolar rural       | RACCS        |                 |